# 고원도
고원도(高元度, ?~?)는 고구려 왕족계의 일본 나라 시대 귀족이다.

## 생애
고구려 왕족계인 그는 759년에 일본 견당사들을 당나라로부터 맞아 데려오는 역할을 맡았다.

## 참고 자료
- 宇治谷孟『続日本紀 （中）』講談社〈講談社学術文庫〉、1992年